# Cheat River
Der Cheat River ist ein 125 Kilometer langer rechter Nebenfluss des Monongahela Rivers im Osten von West Virginia und im Südwesten von Pennsylvania in den Vereinigten Staaten. Durch die Flüsse Monongahela und Ohio ist er Teil des Einzugsgebietes des Mississippi Rivers und entwässert ein Gebiet von 3684 km².

## Geographie
Der Cheat River entsteht in Parsons am Zusammenfluss von Shavers Fork und Black Fork; der Black Fork wird vom Blackwater River, dem Dry Fork, dem Glady Fork, und dem Laurel Fork gespeist. Alle diese gelten als primäre Arme des Cheat Rivers. Von Parsons aus fließt der Fluss im Allgemeinen nordwärts durch die Countys Tucker und Preston Counties und passiert dabei die Städte Rowlesburg and Albright. Von Albright an fließt der Fluss nach Nordosten und sammelt das Wasser des Big Sandy Creeks, bevor er den Monongalia County erreicht, wo der Staudamm eines Wasserkraftwerks südlich der Staatsgrenze zu Pennsylvania den Fluss zum Cheat Lake erweitert. Er fließt dann für eine kurze Strecke durch den Südwesten des Fayette Countys, bevor er in Point Marion in den Monongahela River mündet. Oberhalb des Staudammes ist der Cheat River einer der größten Wasserläufe im Osten der Vereinigten Staaten ohne Staudämme.
Der United States Geological Survey betreibt am Cheat River zwei Pegelmessstationen. Die durchschnittliche jährliche Abflussmenge des Cheat River beträgt in Rowlesburg 110 m³/s, in Parsons in der Nähe seiner Entstehung sind es 105 m³/s.
Einige Kilometer westlich des Zusammenflusses in Parsons befindet sich das nördliche Ende der Cheat Mountains, einer etwa 80 km langen Bergkette, die in Richtung Süden verläuft.

### Flut von 1985
Im November 1985 verursachten heftige Regenfälle eine Flut am Cheat River, wodurch der größte Teil der kleinen Stadt Albright buchstäblich weggespült wurde. Die Abflussmenge zu dem Zeitpunkt wurde auf rund 5400 m³/s geschätzt (gegenüber 30 bis 140 m³/s). Bei dieser schweren Überschwemmung wurde auch die Stadt Rowlesburg überflutet, wo die Schule zerstört wurde. Dies führte dann zur Errichtung einer Highschool für den gesamten County.

### Verschmutzung
In der Umgebung von Albright ist der Fluss durch Grubenwasser belastet. Obwohl die Steine im Fluss unterhalb von Although rostbraun und nur eine geringe Fischpopulation im Fluss vorhanden ist, hat sich die Wasserqualität seit den 1990er-Jahren langsam verbessert.

## Historische Namen
Nach dem Geographic Names Information System hatte der Cheat River auch folgende Namen:
- Ach-sin-ha-nac
- Achsinhanac
- Cheal River
- Chealt River
- Eleat River
- Wilmoths River